# Edgars Rūja
Edgars Rūja, né en 1911 et décédé en 1942, est un ancien basketteur et footballeur letton. 

## Palmarès
- Champion d'Europe en 1935